# John Emerich Edward Dalberg-Acton
Pour les articles homonymes, voir Acton.
John Emerich Edward Dalberg-Acton (10 janvier 1834 – 19 juin 1902), 1er baron Acton, dit Lord Acton, est un historien et homme politique britannique catholique d'origine anglo-allemande et gênoise. Acton joue un grand rôle au XIXe siècle dans les discussions concernant le rôle du libéralisme et du modernisme au sein de l'Église catholique, notamment lors du concile Vatican I. Il est connu pour sa fameuse formule : « Power tends to corrupt, and absolute power corrupts absolutely. » (le pouvoir tend à corrompre, le pouvoir absolu corrompt absolument.)

## Biographie
Il naît dans une famille noble et catholique à Naples où travaillait son père, Ferdinand Richard Edward Dalberg-Acton, conseiller politique du roi de Naples. Sa famille était originaire de nombreux pays d'Europe : il est le petit-fils de Sir John Francis Edward Acton et de Emmerich Joseph, duc de Dalberg, fait pair de France par Napoléon Bonaparte en 1808 . Sa mère est Marie Louise Pelline von Dalberg, née à Paris (le 6 juin 1813), issue de la lignée aristocratique de la Famille Brignole, importante famille de doges de Gênes (Italie). La famille de Marie-Louise était liée à Talleyrand. Fils unique, il est lui-même, à l'image de sa famille, un grand voyageur.
En raison de sa religion, il est refusé à Cambridge (bien que son père et un oncle y eussent été admis en 1822)  et étudie à partir de 1850 à l'université de Munich sous la direction de Fr. Johann Joseph Ignaz von Döllinger, historien et théologien. De là naitra sa passion pour la recherche historique, passion qui se manifestera dans ses travaux sur l'histoire du christianisme et ses relations avec l'émergence de la liberté individuelle.
D'abord proche des whigs, Acton devient en 1859 membre du parti libéral au Parlement et éditeur du Rambler, un magazine mensuel catholique. William E. Gladstone, son ami intime, le fait accéder à la pairie en 1869, et en 1892 Acton est fait lord-in-waiting, poste dans lequel sa connaissance de l'allemand et de l'Allemagne le rend particulièrement utile à la reine Victoria.
Le libéralisme ardent d'Acton lui fait souvent offenser les autorités catholiques romaines. Sa haine du pouvoir et de toutes les formes d'absolutisme le conduit à s'opposer au syllabus proposé par Pie IX (texte qui condamne entre autres le libéralisme) et à la promulgation du dogme de l'infaillibilité pontificale, lors du concile de Vatican I mais il les accepte après leur publication plutôt que de risquer l'excommunication.
En 1895, Acton est nommé professeur d'histoire moderne à Cambridge et planifie dans les années suivantes l'ouvrage Cambridge Modern History, dont seul le premier volume paraît de son vivant. Acton n'ayant jamais terminé un seul livre, son influence s'est surtout exercée par le biais de ses conférences, de ses articles donnés aux journaux, et de ses contacts personnels avec les historiens majeurs de son temps. Beaucoup d'articles, d'essais et de conférences sont rassemblés après sa mort dans les Lectures on Modern History (1906), History of Freedom (1907), et Historical Essays and Studies (1907). Quelques textes sont réimprimés dans les Essays on Freedom and Power (1948) et les Essays on Church and State (1952). Son impressionnante bibliothèque personnelle, contenant plus de 59 000 volumes, fut achetée par Andrew Carnegie après sa mort et offerte en donation à l'Université de Cambridge.
Acton a un style très incisif qu'on peut sentir dans cette formule : « Few discoveries are more irritating than those which expose the pedigree of ideas », formule que l'on pourrait traduire par : « Peu de découvertes sont plus irritantes que celles qui exposent la paternité des idées ». Elle est d'ailleurs reprise par Friedrich Hayek qui la met en exergue au début d'un des chapitres de La Route de la servitude.
En 1865 Acton épouse la comtesse Marie Anna Ludomilla Euphrosina von Arco auf Valley (1841-1923), fille du comte de Bavière Maximilian von Arco auf Valley, avec laquelle il a six enfants.
La santé d'Acton commence à s'affaiblir en 1901 et c'est le 19 juin 1902, dans sa 69e année, qu'il meurt dans la ville d'eau de Tegernsee, en Bavière (Allemagne), pendant le séjour qu'il faisait dans la maison de famille de son épouse. Il est inhumé dans le petit cimetière communal près du lac Tegernsee, la tombe restant aujourd'hui sans inscription, du fait de la destruction de la pierre tombale dans la seconde moitié du XXe siècle.
Il est décoré Chevalier commandeur de l'Ordre royal de Victoria (KCVO).

## Sa pensée
Dans la pensée d'Acton, l'histoire humaine est orientée vers une liberté toujours plus grande. La défense de celle-ci est un impératif moral : rappelant le couple liberté/responsabilité, il affirme que si le pouvoir politique s'arroge le droit de commander aux hommes leurs actes, il les prive de leur responsabilité.
Pour Acton, ce développement de la liberté est apporté par le christianisme davantage que par l'héritage gréco-romain. La liberté allant de pair avec la responsabilité, la liberté est une condition nécessaire pour atteindre des buts spirituels élevés. Il déclara ainsi que « la liberté n'est pas un moyen pour une fin politique plus haute. Elle est la fin politique la plus haute. Ce n'est pas en vue de réaliser une bonne administration publique que la liberté est nécessaire, mais pour assurer la poursuite des buts les plus élevés de la société civile et de la vie privée ».
D’où sa critique de l’œuvre de John Stuart Mill. Lord Acton rejette l'idée qu'un groupe national doive nécessairement avoir le droit d'assurer une complète autodétermination et croit que la liberté individuelle et la tolérance sont beaucoup mieux protégées dans un État multinational, à l'exemple de l’empire Austro-Hongrois et de l’empire britannique, que dans une unité politique ethniquement homogène.

## Citations
- « La meilleure chance de bonheur que le monde ait jamais entrevue a été gâchée parce que la passion de l'égalité a détruit l'espoir de la liberté. »
- « Le pouvoir tend à corrompre, le pouvoir absolu corrompt absolument. Les grands hommes sont presque toujours des hommes mauvais, même quand ils exercent de l'influence et non de l'autorité : d'autant plus lorsque l'on surajoute la tendance ou la certitude de corruption par autorité[5].»
- « La liberté n'est pas le pouvoir de faire ce que l'on veut, mais le droit de faire ce que l'on doit. »
- « Peu de découvertes sont plus irritantes que celles qui exposent le pedigree des idées. »

### Ouvrages de Lord Acton
- Lectures on Modern History (1906)
- History of Freedom (1907)
- Historical Essays and Studies (1907)
- Quelques textes ont été réimprimés dans les Essays on Freedom and Power (1948) et les Essays on Church and State (1952).

### Traductions en français
- Le Pouvoir corrompt, préface de Jean-Philippe Vincent, traduction de Michel Lemosse, p.144, Coll. Bibliothèque classique de la liberté, Les Belles Lettres, 2018,  (ISBN 978-2251447858)

### Ouvrage biographique sur Lord Acton
- Gertrude Himmelfarb : Lord Acton. A Study in Conscience and Politics. Chicago University Press, [1953] 1968.